# Jitka Moučková
Jitka Moučková (ur. 6 lipca 1979 w Kladnie) – czeska aktorka.
Ukończyła praskie konserwatorium na wydziale muzyczno-dramatycznym. Gościła na deskach Teatru Środkowoczeskiego w Kladnie (Středočeské divadlo v Kladně).
Pracuje również jako aktorka głosowa, na swoim koncie ma setki ról dubbingowych. Jest m.in. czeskim głosem Penny z Teorii wielkiego podrywu.